# Премьера сезона
Премьера сезона — первый эпизод сериала, который был продлён на второй или более сезон в новом телевизионном сезоне.
В США начало телевизионного сезона обычно приходится на конец сентября-начало октября, после того как заканчивается летний сезон, который обычно заполнен повторами и малобюджетными сериалами, снятыми специально для лета. В России новый сезон телеканала начинается в августе или сентябре.
Обычно в начале нового сезона шоу вводятся новые персонажи и сюжетные линии, чтобы привлечь новых зрителей и удержать интерес уже смотрящих. Часто новый сезон и повороты в сюжете не нравятся фанатам сериала, и часто это называют термином «прыжок через акулу».